# Гексафторостаннат(IV) цинка
Гексафторостаннат(IV) цинка — неорганическое соединение,
соль цинка и гексафторооловянной кислоты
с формулой Zn[SnF6],
бесцветные кристаллы,
образует кристаллогидраты.

## Физические свойства
Гексафторостаннат(IV) цинка образует бесцветные кристаллы
гексагональной сингонии,

параметры ячейки a = 0,521 нм, c = 1,380 нм, Z = 3.
Образует кристаллогидрат состава Zn[SnF6]•6H2O — прозрачные кристаллы
тригональной сингонии,
пространственная группа R 3,
параметры ячейки a = 0,654 нм, α = 95,85°, Z = 1.